# Madagaskarwever
De madagaskarwever (Foudia madagascariensis) is een kleine vogel die voorkomt op Madagaskar.

## Kenmerken
Het vogeltje is ongeveer 10 cm lang en weegt tussen de 14 en 19 gram. Het mannetje is felrood met zwarte markeringen rond elk oog. De vleugels en staart zijn olijfbruin. De vrouwtjes zijn veel onopvallender: het bovenste gedeelte van het lijfje is olijfbruin, het onderste gedeelte grijs-bruin.

## Verspreiding en leefgebied
Het is een veel voorkomende soort in bossen, graslanden en gecultiveerde gebieden. In Madagaskar wordt de vogel beschouwd als een plaag voor de rijstoogst. De madagaskarwever is tevens geïntroduceerd in andere gebieden van de Indische Oceaan, waaronder Mauritius en de Seychellen

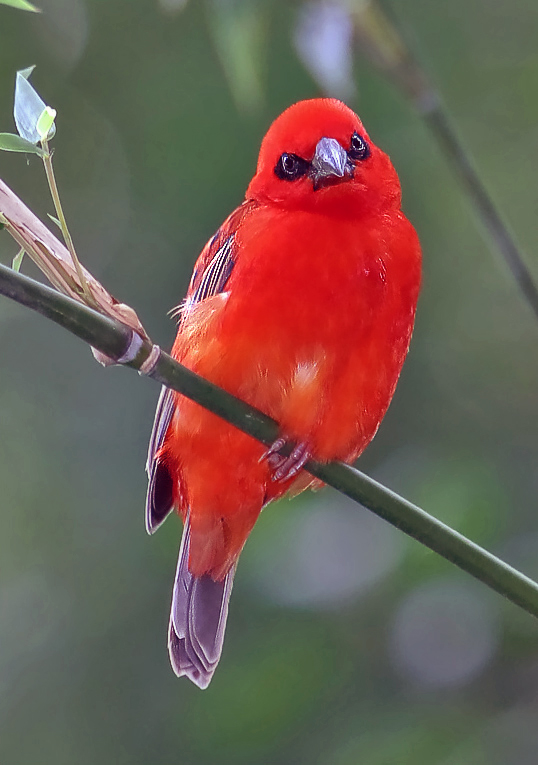
Mannetje
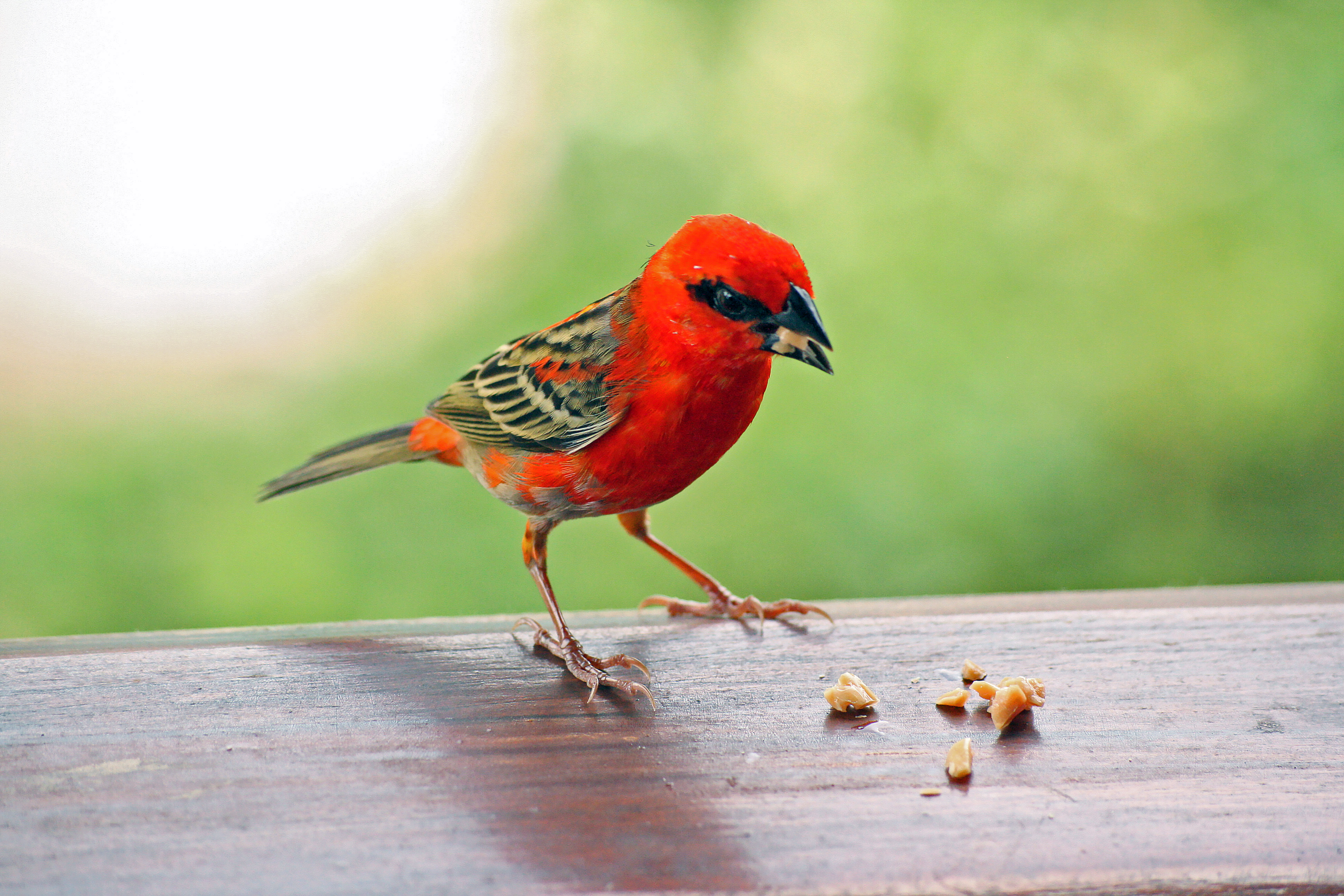
Mannetje
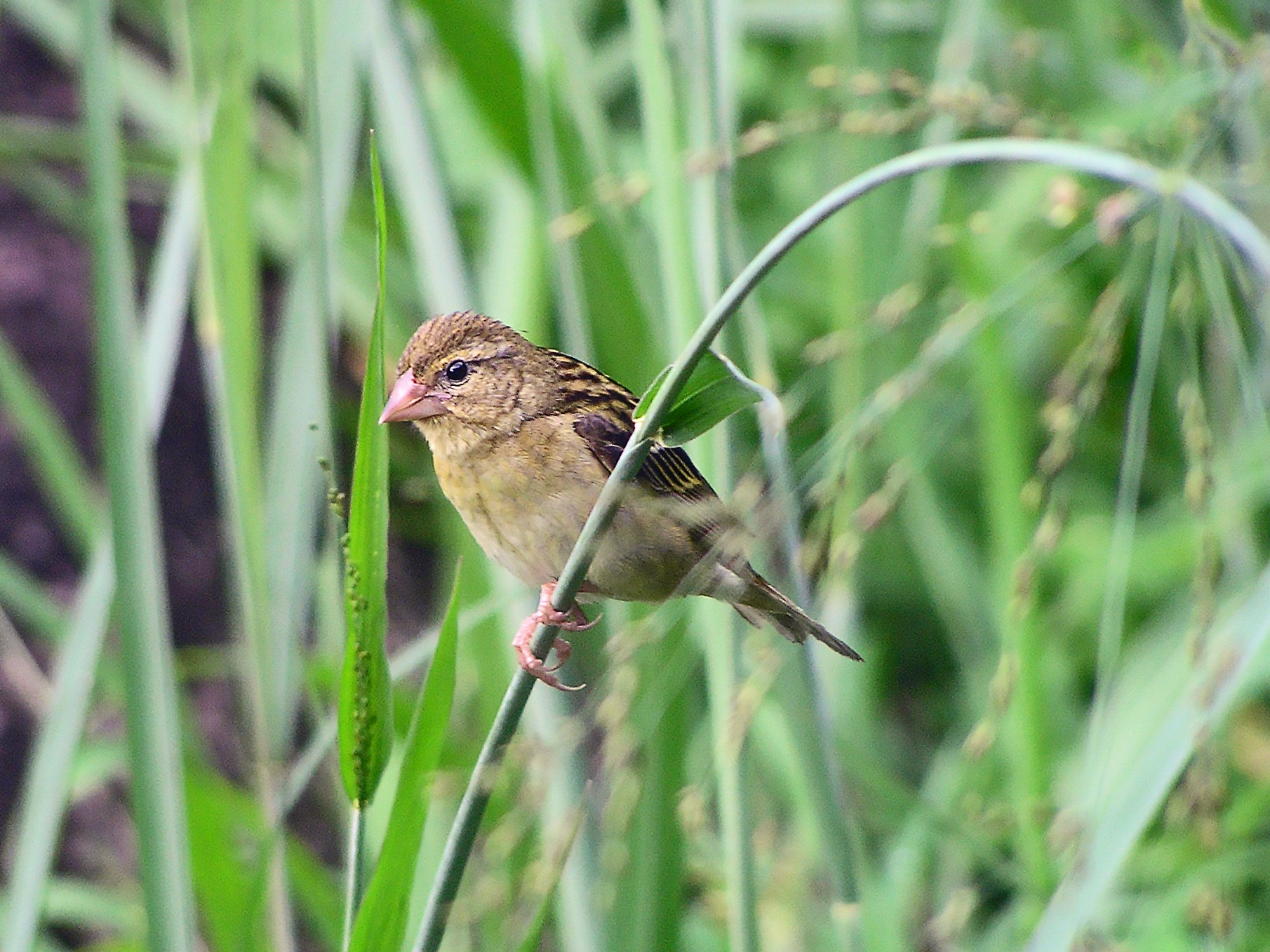
Vrouwtje